# Anonyx pseudeous
Anonyx pseudeous är en kräftdjursart som beskrevs av Edward Strieby Steele 1991. Anonyx pseudeous ingår i släktet Anonyx och familjen Uristidae. Inga underarter finns listade i Catalogue of Life.